# Torzszülöttek sztrájkja
A Torzszülöttek sztrájkja (Freak Strike) a South Park című animációs sorozat 82. része (a 6. évad 3. epizódja). Elsőként 2002. március 3-án sugározták az Amerikai Egyesült Államokban.

## Cselekmény
|  | Alább a cselekmény részletei következnek! |

A srácok úgy döntenek, Butters lesz az, akinek herékkel az állán el kell mennie a Maury Povich showba mint testi fogyatékos, hogy értékes díjat nyerhessen nekik. Elmennek az A negyedik osztályban című epizódból már jól ismert, két Star Trek-rajongó geekhez, akik sikeresen elmaszkírozzák őt.
Butters nemsokára New Yorkba repül, ahol találkozik más, furcsábbnál furcsább betegségben szenvedő emberekkel, majd – Bonaparte Napóleon álnéven – sikerül szerepelnie. Nyereménye egy egyszemélyes golftanfolyam lesz a világ legnagyobb golfpályáján. Ezt látván a srácok megharagszanak rá, mivel ők nem részesülhetnek a jutalomból, ezért Cartman úgy dönt, ő maga is elmegy a showba. A telefonban azonban közlik vele, hogy a következő műsorhoz már nem torzszülötteket keresnek, hanem kezelhetetlen, idegbeteg gyerekeket. Így hát meggyőzi anyját, hogy menjen el vele a showba és hazudja azt, hogy ő is kezelhetetlen (annak ellenére, hogy valóban az).
A fellépés után Butterst a szülei leszidják, mert hazudott, kinevettette magát egy ország előtt, ráadásul a nagyanyja is agyvérzést kapott, mikor meglátta őt a tévében herékkel az állán. South Parkban megjelennek Butters New Yorkból már jól ismert „barátai” és sztrájkolni hívják, mivel több pénzt kérnek a TV-műsorokban való fellépésért.
Ezalatt a Maury Povich Showban Cartman hiányos női ruhát vesz fel és mindenfélét hazudozik önmagáról (például hogy egész nap csak szexel és drogozik). Ekkor azonban a testi fogyatékosok levetítenek a nézőknek egy megható filmet, melyben kijelentik, ők különös embereknek születtek, és nem kellene elvenni tőlük a szereplés jogát olyanok miatt, akik csak azért különösek, mert buták. A nézők ezt belátván kivonulnak a stúdióból, Maury Povich pedig tárgyalásokat kér a sztrájkoló tömegtől.
Cartman dühében letépi a Butters állára ragasztott műheréket, ezért a többi torzszülött rátámad. Az epizód végén pedig megjelennek Butters szülei, hogy megbüntessék fiukat.

## Érdekességek
- A torzszülöttek gyűlésén látható Gólem nővér (A töppedt ikerszarkómás ápolónő), valamint a seggfejű emberek is (Ha a segged van a fejed helyén)

## Külső hivatkozások
- Torzszülöttek sztrájkja Archiválva 2014. január 22-i dátummal a Wayback Machine-ben a South Park Studios hivatalos honlapon
- Torzszülöttek sztrájkja az Internet Movie Database oldalon (angolul)